# Doodlakine
Doodlakine är en ort i Australien. Den ligger i kommunen Kellerberrin och delstaten Western Australia, omkring 190 kilometer öster om delstatshuvudstaden Perth. Antalet invånare är 190.
Trakten runt Doodlakine är nära nog obefolkad, med mindre än två invånare per kvadratkilometer.. Närmaste större samhälle är Kellerberrin, omkring 15 kilometer väster om Doodlakine. 
Trakten runt Doodlakine består till största delen av jordbruksmark. Genomsnittlig årsnederbörd är 412 millimeter. Den regnigaste månaden är september, med i genomsnitt 53 mm nederbörd, och den torraste är december, med 14 mm nederbörd.